# Auditeur de justice
Pour les articles homonymes, voir auditeur.
Ne doit pas être confondu avec Auditeur à la Cour de cassation, Auxiliaire de justice en France, Assistant de justice ou Juriste assistant.
Les élèves de l'École nationale de la magistrature ont le statut d'emploi d'auditeur de justice. Ils relèvent de l'unique école de formation des magistrats de l'ordre judiciaire en France située dans le centre-ville de Bordeaux, où ils suivent durant 31 mois une formation composée de cours théoriques et de stages.

## Statut
Les auditeurs de justice relèvent donc à la fois du statut de la magistrature, de celui des fonctionnaires stagiaires et donc du statut général de la fonction publique.

### Les auditeurs membres du corps judiciaire
Les auditeurs de justice font partie du corps judiciaire. Ils doivent prêter serment et sont astreints au secret professionnel. Ils portent la robe de magistrat judiciaire dans le cadre de la prestation de serment et de leurs fonctions, à l'exception de l'épitoge, permettant ainsi de les distinguer des autres magistrats.
La loi prévoit des incompatibilités d'exercer un mandat politique :
- incompatibilité totale avec l'exercice d'un mandat au Parlement, au Parlement européen ou au Conseil économique et social
- incompatibilité restreinte avec l'exercice d'un mandat de conseiller régional, départemental ou municipal dans le ressort de la juridiction à laquelle l'auditeur de justice appartient (Bordeaux et la ville où travaille l'auditeur),
- incompatibilité temporaire dans les ressorts où l'auditeur de justice a exercé depuis moins de cinq ans une fonction publique élective, ou fait acte de candidature à une fonction publique élective, à l’exception du mandat de représentant au Parlement européen.

Tout manquement d'un auditeur de justice aux devoirs de son état peut donner lieu à l'une des sanctions disciplinaires (blâme, avertissement, exclusion temporaire, exclusion définitive) et toute violation du secret professionnel peut faire l'objet de poursuites pénales.
En revanche, les auditeurs de justice sont protégés contre les menaces, attaques de quelque nature que ce soit, dont ils peuvent être l'objet comme pour un magistrat.

### Les auditeurs relèvent du statut de la fonction publique
En cette qualité, le principe général de la fonction publique selon lequel le traitement est versé en contrepartie d'un « service fait », s'applique à l'auditeur. Ce traitement s'élève à un montant brut de 1841.12€ (indice brut majoré 374). À cela s'ajoutent diverses primes en fonction de la période de scolarité, comprises entre 483.00€ et 564.00€ net mensuels. La rémunération nette s'élève donc à environ 2100€ net mensuels. Des indemnités complémentaires de compensation de rémunération peuvent s'ajouter, notamment pour les auditeurs de justice anciennement professionnels dans le secteur public ou privé.
Le « service fait » de l'auditeur doit être apprécié au regard de son devoir de suivre les diverses activités prévues tant par le programme pédagogique que par les notes de la direction de l'ENM.
Les auditeurs de justice ne peuvent exercer aucune autre activité salariée ou professionnelle ni privée ni publique, et ils ne peuvent assumer à quelque titre que ce soit aucune activité d'enseignement.

## Domaine de compétence
Au cours de leurs stages en juridiction, ils participent à l'activité juridictionnelle sous la responsabilité des magistrats, sans pouvoir toutefois recevoir délégation de signature. Les auditeurs de justice alternent leurs stages au parquet et en assistant les magistrats du siège comme suit :
- assister le juge d'instruction dans tous les actes de l'instruction,
- assister les magistrats du ministère public dans l'exercice de l'action publique,
- siéger en surnombre et participer avec voix consultative aux délibérés des juridictions civiles et correctionnelles,
- présenter oralement devant celles-ci des réquisitions ou des conclusions,
- assister aux délibérés de cours d'assises,
- substitution d'audiences d'avocats.

Par ailleurs, au cours de son stage dans un cabinet d'avocat, l'auditeur pourra substituer à l'audience son maître de stage, sous le contrôle de ce dernier, c’est-à-dire plaider devant les tribunaux. Cette possibilité n'est toutefois possible que pour les prud’hommes, les tribunaux judiciaires et les cours d'appel mais n'est pas permise s'agissant des audiences d'assises.

## Déroulement de la formation
La formation, qui se déroule sur 31 mois, alterne des cours dans les locaux de l'école à Bordeaux et des stages pouvant se dérouler partout en France. Les stages se déroulent en juridiction, mais pas seulement dans un tribunal :
- Stage avocat de 12 semaines ;
- Stage enquêtes (auprès des fonctionnaires de police ou de gendarmerie) de 2 semaines ;
- Stage pénitentiaire (milieu fermé) de 2 semaines ;
- Stage juridictionnel (greffe, justice civile, pénale et justice des mineurs) de 38 semaines ;
- Stages partenaires (PJJ, huissier et SPIP) de 3 semaines ;
- Stages extérieurs de 7 semaines dont éventuellement 3 à l'étranger ;
- Stage Cour d'appel de 1 semaine.

Conformément à l'arrêté du 28 novembre 2023, les auditeurs de justice suivent désormais durant leur scolarité un tronc commun de formation des cadres supérieurs du service public avec d'autres élèves des grandes écoles publiques (Institut national du service public, École nationale d'administration pénitentiaire, École nationale des ponts et chaussées, École supérieure des officiers de sapeurs-pompiers...). Il est composé d'une centaine d'heures d'enseignements sur diverses thématiques (valeurs de la République, inégalités et pauvreté, transition numérique, écologie...), ainsi que des ateliers et rencontres avec les élèves de ces écoles.

## Débouchés
À la fin de leur formation, les auditeurs passent un examen d'aptitude et sont classés selon leurs résultats. À partir de cette liste, chaque auditeur choisit son premier poste dans une liste fournie par le ministère de la Justice.
Les auditeurs de justice peuvent être nommés à 9 postes différents :
- Juge des contentieux de la protection ;
- Juge du tribunal judiciaire ;
- Juge d'instruction ;
- Juge des enfants ;
- Juge de l'application des peines ;
- Substitut du procureur de la République ;
- Substitut placé auprès du procureur général ;
- Juge placé auprès du premier président.